# Побрђани (Костајница)
Побрђани су насељено мјесто у општини Костајница, Република Српска, БиХ. Према попису становништва из 1991. у насељу је живјело 144 становника.

## Географија
Територија насеља Побрђани налази се у вишем предјелу општине Костајница и са сусједним селима образује тзв. Горњи Плато, или брдско-брежуљкасти дио оптшине. Представља брдски простор богат шумама (истичу се шуме питомог кестена) и просторима погодним за развој воћарства.

## Пољопривреда
У Побрђанима се мјештани баве ратарством мањих размјера, првенствено гајећи кукуруз. Такође се баве и воћарством (узгој јабука и осталих воћки) и сточарством.

## Култура
У селу Побрђани се традиционално организује Лилање, који је везан за празник Петровдан. То је обичај гдје се пале лиле - мотке на чијим горњем крају се веже смот од кора дивље трешње или неког другог дрвећа и којег носе дјеца или одрасли. Прије паљења лила бирају се лиле са најљепшим обликом, а потом се пале увече и након тога се оргнизује забава за све присутне.
Бундалско Сијело или како га мештани зову Бундалијада, је манифестација отпочета 2013. године. Циљ окупљања је упознавање, размјена мишљења, дружење. Окупи се око 60так људи већином из мјеста али и из Бањалуке, Приједора, Козарске Дубице и других градова. Термин одржавања Бундалијаде је друге недеља септмбра мјесеца.

## Образовање
У селу Побрђанима постоји и града основне школе, али се више не користи у те сврхе и прилично је запуштена.

## Становништво
| Демографија | Демографија | Демографија |
| Година      | Становника  | Становника  |
| ----------- | ----------- | ----------- |
| 1948.       | 391         |             |
| 1953.       | 386         |             |
| 1961.       | 351         |             |
| 1971.       | 299         |             |
| 1981.       | 228         |             |
| 1991.       | 144         |             |